# Little Chishill
Little Chishill är en by i civil parish Great and Little Chishill, i distriktet South Cambridgeshire, i grevskapet Cambridgeshire i England. Byn är belägen 8 km från Melbourn. Little Chishill var en civil parish fram till 1968 när blev den en del av Great and Little Chishill. Civil parish hade 86 invånare år 1961.